# Lycoperdonosi
La lycoperdonosi è una malattia dell'apparato respiratorio causata dall'inalazione di grandi quantità di spore prodotte da esemplari adulti di funghi del  genere Lycoperdon (le comuni "vesce") o di generi affini. L'agente eziologico più frequente è Lycoperdon perlatum, ma sono state osservate anche lycoperdonosi da Calvatia gigantea, anch'essa appartenente alla famiglia delle Lycoperdaceae.
È considerata una polmonite da ipersensibilità, cioè un'alveolite allergica causata dalla suscettibilità alle spore di queste specie fungine. La patologia è rara, probabilmente perché per sviluppare sintomi è necessaria l'inalazione di grandi quantità di spore.

## Epidemiologia
Le specie del genere Lycoperdon sono talvolta utilizzate nella medicina tradizionale sulla base della credenza che le loro spore abbiano un effetto emostatico. Un articolo specialistico del 1997 descrive svariati casi di lycoperdonosi associati ad un'inalazione volontaria di grandi quantità di spore fungine; in un caso particolarmente grave, il paziente aveva inalato così tante spore da poterle espirare dalla bocca in un secondo momento. Sottoposto ad una broncoscopia d'urgenza, il soggetto venne sottoposto a ventilazione meccanica e guarì dalla polmonite nell'arco di 4 settimane. Un altro caso descritto riguarda un adolescente rimasto in coma per 18 giorni, che dovette essere sottoposto a una lobectomia polmonare e che riportò gravi danni al fegato. Nel Wisconsin, otto adolescenti che avevano inalato spore di Lycoperdon a una festa svilupparono un quadro clinico costituito da febbre, tosse, dispnea, mialgie e marcata astenia; cinque di essi vennero ricoverati in ospedale e per due di questi ultimi si rese necessaria l'intubazione.

## Clinica
Tipicamente la lycoperdonosi esordisce poche ore dopo l'inalazione delle spore, con i sintomi di un raffreddore comune; successivamente si manifestano nausea, marcata tachicardia, anomalie all'auscultazione polmonare con la presenza di rantoli diffusi, dispnea. Alla radiografia del torace si riscontra la presenza di noduli polmonari. I sintomi iniziali, specie se osservati in combinazione con i reperti radiografici, possono portare a diagnosticare erroneamente patologie come la tubercolosi, l'istiocitosi o forme di polmonite causate da Pneumocystis jirovecii.
La lycoperdonosi viene in genere trattata con corticosteroidi, i quali riducono la risposta infiammatoria a livello polmonare; a volte, insieme ai corticosteroidi, vengono somministrati farmaci antimicrobici.

## Zoonosi
La lycoperdonosi è stata documentata anche nei cani; in alcuni casi, gli animali avevano frequentato ambienti in cui era stata dimostrata la massiccia presenza di funghi del genere Lycoperdon.